# Автофикшн
Автофи́кшн или автофи́кшен (фр. autofiction, буквально — «самовымысел», «самосочинение») — разновидность литературы, в которой элементы биографии автора пересекаются с художественным вымыслом. Автофикшн зародился на стыке таких направлений, как автобиография, дневниковые записи, мемуары, эссе и документальная проза. Создателем термина считается французский писатель и критик Серж Дубровский, который впервые употребил его в 1977 году в аннотации к своему роману «Сын». Так, он написал:

Автобиография? Нет. Автобиография — привилегия, оставляемая важным деятелям этого мира, сумеркам их жизни и красивому стилю. Перед вами — вымысел абсолютно достоверных событий и фактов; если угодно, автофикшн [autofiction], доверивший язык авантюры авантюре языка, за пределами синтаксиса романа, будь то традиционного или нового.

Произведение в жанре автофикшн в большей или меньшей степени соответствует биографии автора, однако, в отличие от автобиографии и мемуаров, перед ним или ней не стоит задачи точно и детально пересказать события своей жизни. В угоду авторскому замыслу и художественной ценности допускается вымысел фактов, а сюжет как таковой может отсутствовать — основной упор делается на чувства и переживания рассказчика, осмысление собственного опыта. Повествование, как правило, ведётся от первого лица.
Долгое время автофикшн оставался феноменом преимущественно французской литературы, литературной теории и критики. На развитие и популяризацию жанра в XXI веке заметно повлиял шеститомный цикл романов норвежского писателя Карла Уве Кнаусгора «Моя борьба» (2009—2011). Одной из наиболее видных представительниц автофикшна стала французская писательница Анни Эрно, удостоенная Нобелевской премии по литературе 2022 года. Среди пионеров англоязычного автофикционального письма выделяют таких авторов, как Крис Краус, Мэгги Нельсон, Шила Хети и Рейчел Каск. В числе работ, написанных в этом формате на русском языке, — сборник Наталии Мещаниновой «Рассказы» (2017) и трилогия Оксаны Васякиной «Рана», «Степь» и «Роза» (2021—2023). К автофикшну можно отнести и произведения, которые традиционно называют автобиографической прозой, например роман Сильвии Плат «Под стеклянным колпаком» (1963).